# Фастівський автобус
Фастівський автобус діє з 1950 року. У цей час 1 маршрут обслуговувався кількома автобусами.

## Історія

### XX століття
Автобусна мережа з'явилася у місті на рубежі 1940-х—50-х рр. Перший маршрут  сполучав Центр із дальньою Кадлубицею (м'ясокомбінатом). В наступні роки з'являлися нові маршрути (до Казнівки, Заріччя, Журавлівки тощо). Також варто зазначити, що деякі маршрути історично мали скорочений вигляд, наприклад, №3 спершу ходив до Зарічанського кладовища.

### Сьогодення
Сьогодні автобусна мережа Фастова стала значно обширнішою, сучаснішою. Напротязі останнього десятиліття автобусний парк міста оновився — переважно із одиниць вітчизняного виробництва (Еталон, Дельфін, ТУР А049, Рута) та з ближнього зарубіжжя (ПАЗ-3205).
Варто зазначити, що нумерація приміських та міжміських маршрутів з'явилася лише у 2011 році, а до того мали лише назви.

## Маршрути

### Міські маршрути
| Номер | Кінцева А             | Маршрут | Кінцева Б                  | Примітки                                       |
| ----- | --------------------- | --- | -------------------------- | ---------------------------------------------- |
| 1     | Привокзальна площа    | Героїв Прикордонників - Брандта - Тараса Шевченка - Соборна - Героїв Танкістів - Житомирська | Кадлубиця                  | ФОП «Кучерук», ТОВ «ФастівАвтоТранс»           |
| 2     | Привокзальна площа    | Героїв Прикордонників - Брандта - Тараса Шевченка - Соборна - Івана Мазепи - Садова - Толстого - Комарова - Мічуріна                                                                                       | Унава                      | ФОП «Северинчик», ТОВ «ФастівАвтоТранс»        |
| 3     | Привокзальна площа    | Героїв Прикордонників - Брандта - Тараса Шевченка - Соборна - Свято-Покровська - Фомічова | Заріччя                    | ФОП «Палієнко», ТОВ «ФастівАвтоТранс»          |
| 4     | Миронівський парк     | Кільцева дорога - Андрія Шептицького - Комарова - Толстого - Садова - Івана Мазепи - Соборна - Тараса Шевченка                                                                                             | Привокзальна площа         | ФОП «Луцик»                                    |
| 5     | вул. Європейська      | Європейська - Житомирська - Героїв Танкістів - Соборна - Тараса Шевченка | Привокзальна площа         | ФОП «Кучерук», ФОП «Свириденко», ФОП «Швидкий» |
| 6     | Потіївка              | Зелена - Комарова - Толстого - Садова - Івана Мазепи - Соборна - Тараса Шевченка | Привокзальна площа         | ТОВ «ФастівАвтоТранс»                          |
| 8     | вул. Журавлина        | Сонячна - Папаніна - Європейська - Житомирська - Героїв Танкістів - Соборна - Тараса Шевченка | Привокзальна площа         | ФОП «Кучерук»                                  |
| 9     | Привокзальна площа    | Героїв Прикордонників - Брандта - Тараса Шевченка - Соборна - Свято-Покровська - Скригалівська - Калинова                                                                                                  | вул. Васильченка           | ФОП «Швидкий»                                  |
| 10    | вул. Ярослава Мудрого | Соборна - Тараса Шевченка - Привокзальна площа - Героїв Прикордонників - Київська - Козацької Слави - Тітова                                                                                               | Снігурівка                 | ТОВ «ФастівАвтоТранс»                          |
| 13    | Курган Слави          | Козацької Слави - Київська - Брандта - Тараса Шевченка - Привокзальна площа - Героїв Прикордонників - Брандта - Тараса Шевченка - Соборна - Ярослава Мудрого                                               | вул. Незалежності          | ФОП «Швидкий», ТОВ «ФастівАвтоТранс»           |
| 14    | Привокзальна площа    | Героїв Прикордонників - Брандта - Нова - Садова - Палія - Незалежності - Соборна - Андрія Саєнка - Івана Ступака - Брандта - Тараса Шевченка                                                               | Привокзальна площа         | ФОП «Орєхов»                                   |
| 15    | вул. Ярослава Мудрого | Миру - Соборна - Тараса Шевченка - Привокзальна площа - Героїв Прикордонників - Київська - Козацької Слави - Пилипа Орлика                                                                                 | вул. Володимира Винниченка | ФОП «Орєхов»                                   |
| 16    | Ринок «Бор-Ка»        | Галафєєва - Прорізна - Якубовського | Кондитерська фабрика       | ФОП «Артемова»                                 |
| 17    | Ринок «Бор-Ка»        | Галафєєва - Прорізна - Якубовського - Транспортна | МРЕВ                       | ФОП «Артемова»                                 |
| 18    | МехКолона             | Зінченка - Кулібіна - Андрія Шептицького - Комарова - Толстого - Садова - Івана Мазепи - Соборна - Тараса Шевченка                                                                                         | Привокзальна площа         | ФОП «Старіков», ТОВ «ФастівАвтоТранс»          |
| 19    | Пивзавод «Zibert»     | Пушкіна - Свято-Покровська - Соборна - Тараса Шевченка - Привокзальна площа - Героїв Прикордонників - Київська                                                                                             | вул. Олександра Цьопича    | діяльність припинена                           |
| 20    | Привокзальна площа    | Героїв Прикордонників - Брандта - Тараса Шевченка - Соборна - Героїв Танкістів - Житомирська - Європейська - Дорогинська                                                                                   | вул. Дорогинська           | ФОП «Кучерук»                                  |
| 21    | вул. Ярослава Мудрого | Соборна - Тараса Шевченка | Привокзальна площа         | працює з 04:30 до 07:00; ФОП «Юшков»           |
| 22    | Ліцей                 | Великоснітинська - Кільцева дорога - Козацької Слави - Київська - Брандта - Тараса Шевченка - Привокзальна площа - Героїв Прикордонників - Брандта - Тараса Шевченка - Соборна - Героїв Танкістів - Лугова | Молочна Кухня              | ФОП «Луцик»                                    |
| 25    | вул. Квітнева         | Скригалівська - Свято-Покровська - Соборна - Тараса Шевченка - Привокзальна площа - Героїв Прикордонників - Київська - Козацької Слави - Кільцева дорога                                                   | вул. Тітова                | ФОП «Швидкий»                                  |

### Приміські та міжміські маршрути
| Номер | Кінцева А   | Маршрут                           | Кінцева Б          |
| ----- | ----------- | --------------------------------- | ------------------ |
| 5     | Зал. Вокзал | Заріччя - Скригалівська           | с. Веприк          |
| 22    | Зал. Вокзал | Снігурівка - М. Офірна            | с. Кощіївка        |
| 40    | Зал. Вокзал | Кадлубиця - М'ясокомбінат         | с. Веприк          |
| 42    | Зал. Вокзал | Снігурівка - Завокзалля           | с. Велика Снітинка |
| 44    | Зал. Вокзал | Кадлубиця - Кончаки               | с. Пришивальня     |
| 47    | Зал. Вокзал | Миронівський парк - Червоне       | с. Триліси         |
| 48    | Зал. Вокзал | Миронівський парк - Червоне       | с. Півні           |
| 49    | Зал. Вокзал | МехКолона - Червоне               | с. Королівка       |
| 50    | Зал. Вокзал | Кадлубиця - Федорівка             | с. Лучин           |
| 51    | Зал. Вокзал | Снігурівка - М. Снітинка          | с. Велика Офірна   |
| 53    | Зал. Вокзал | Снігурівка - М. Снітинка          | с. Мала Офірна     |
| 54    | Зал. Вокзал | Кадлубиця - Брусилів              | м. Житомир         |
| 55    | Зал. Вокзал | Кадлубиця - В. Гуляки             | с. Федорівка       |
| 60    | Зал. Вокзал | Миронівський парк - В. Половецька | м. Біла Церква     |
| 62    | Зал. Вокзал | Заріччя - Скригалівська           | с. Бортники        |
| 66    | Зал. Вокзал | Кадлубиця - Кончаки               | с. Ярошівка        |
| 68    | Зал. Вокзал | Миронівський парк - Червоне       | с. Малополовецьке  |
| 69    | Зал. Вокзал | Миронівський парк - Триліси       | с. Кожанка         |
| 77    | Зал. Вокзал | Заріччя - Скригалівська           | с. Скригалівка     |

## Галерея

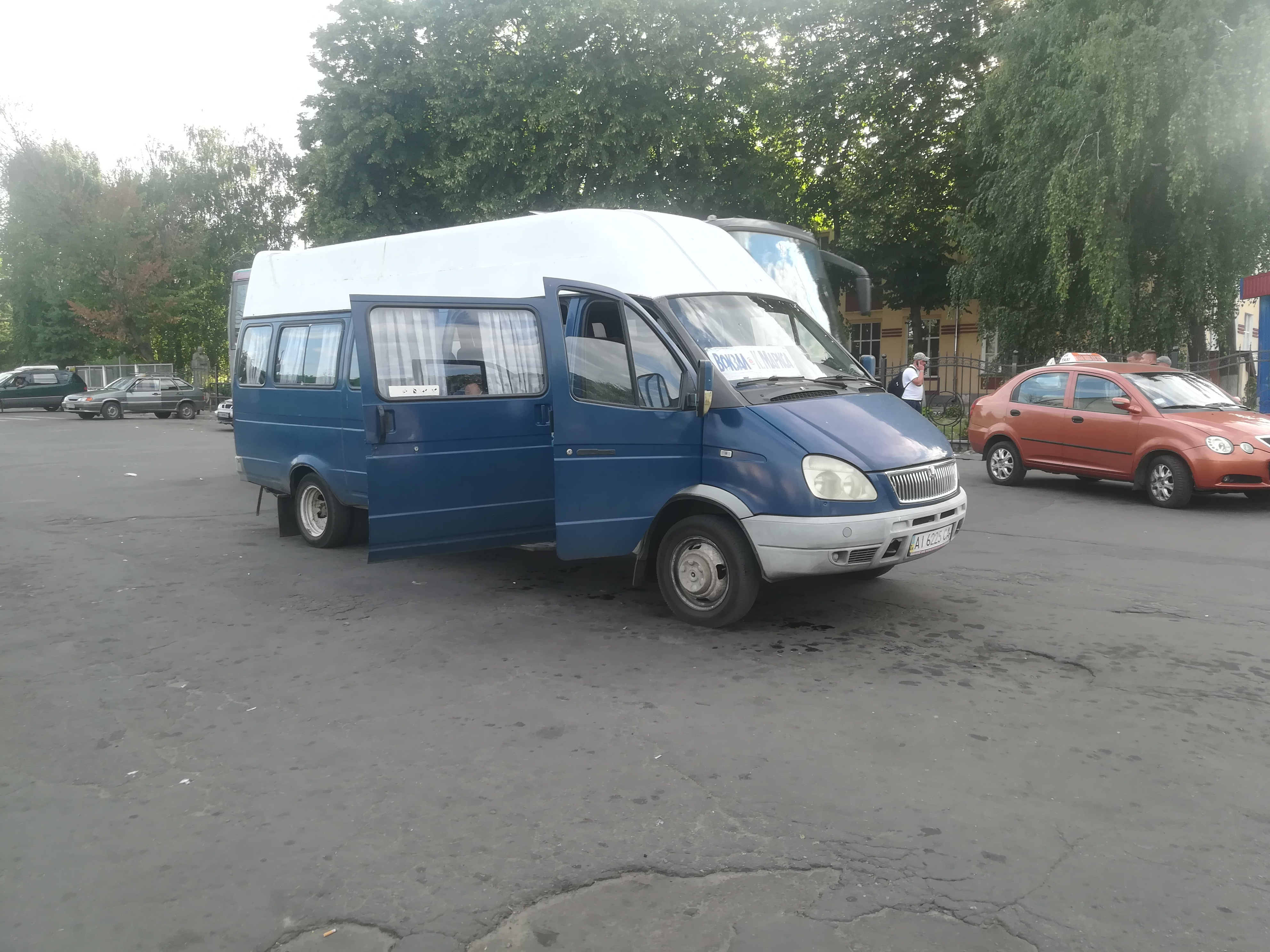
Автобус маршруту №5 на Привокзальній площі
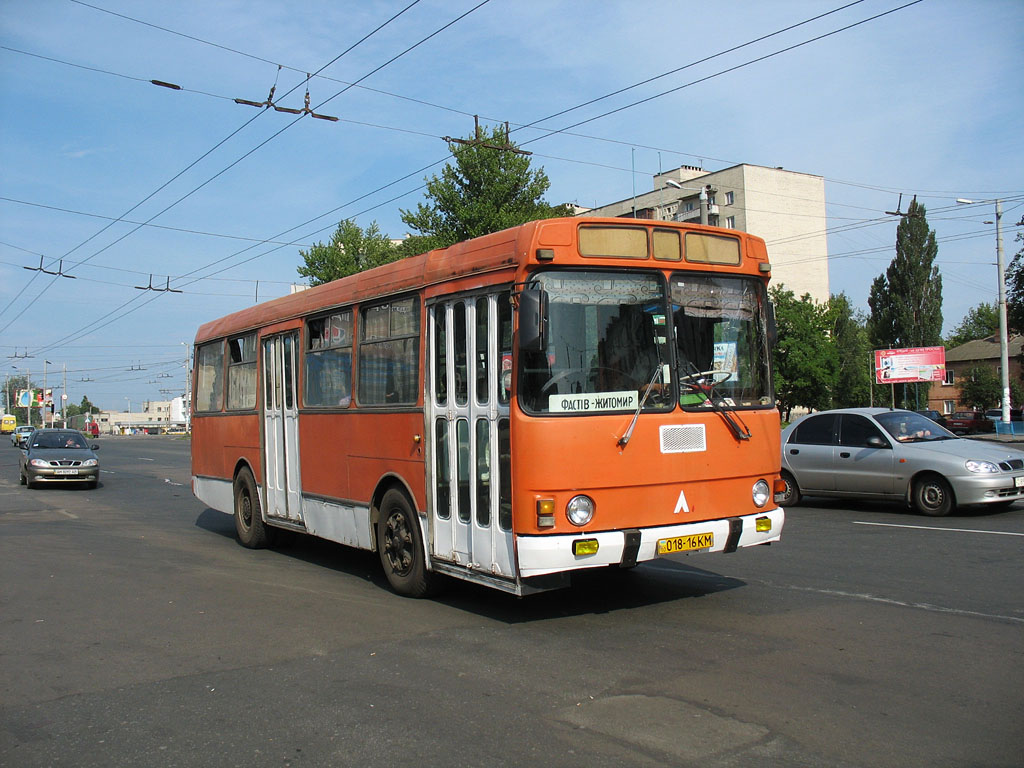
ЛАЗ-4202 на міжміському маршруті Фастів—Житомир
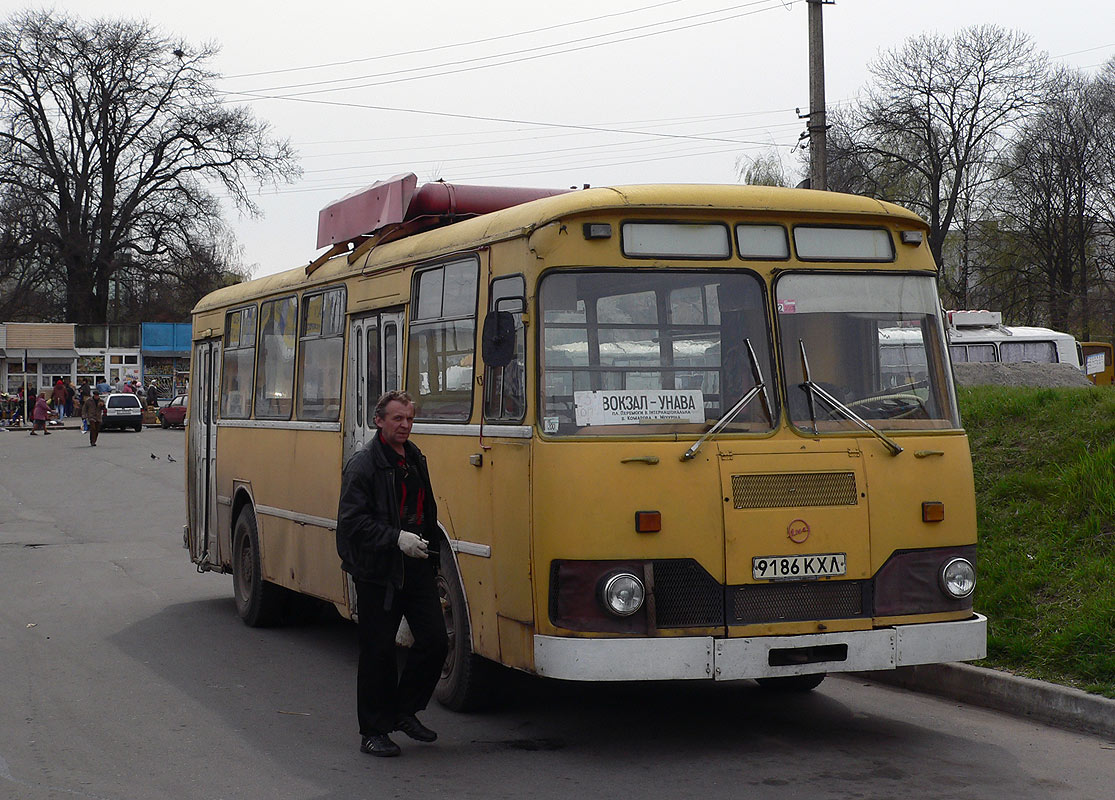
ЛіАЗ-677 маршруту №2 на Привокзальній площі
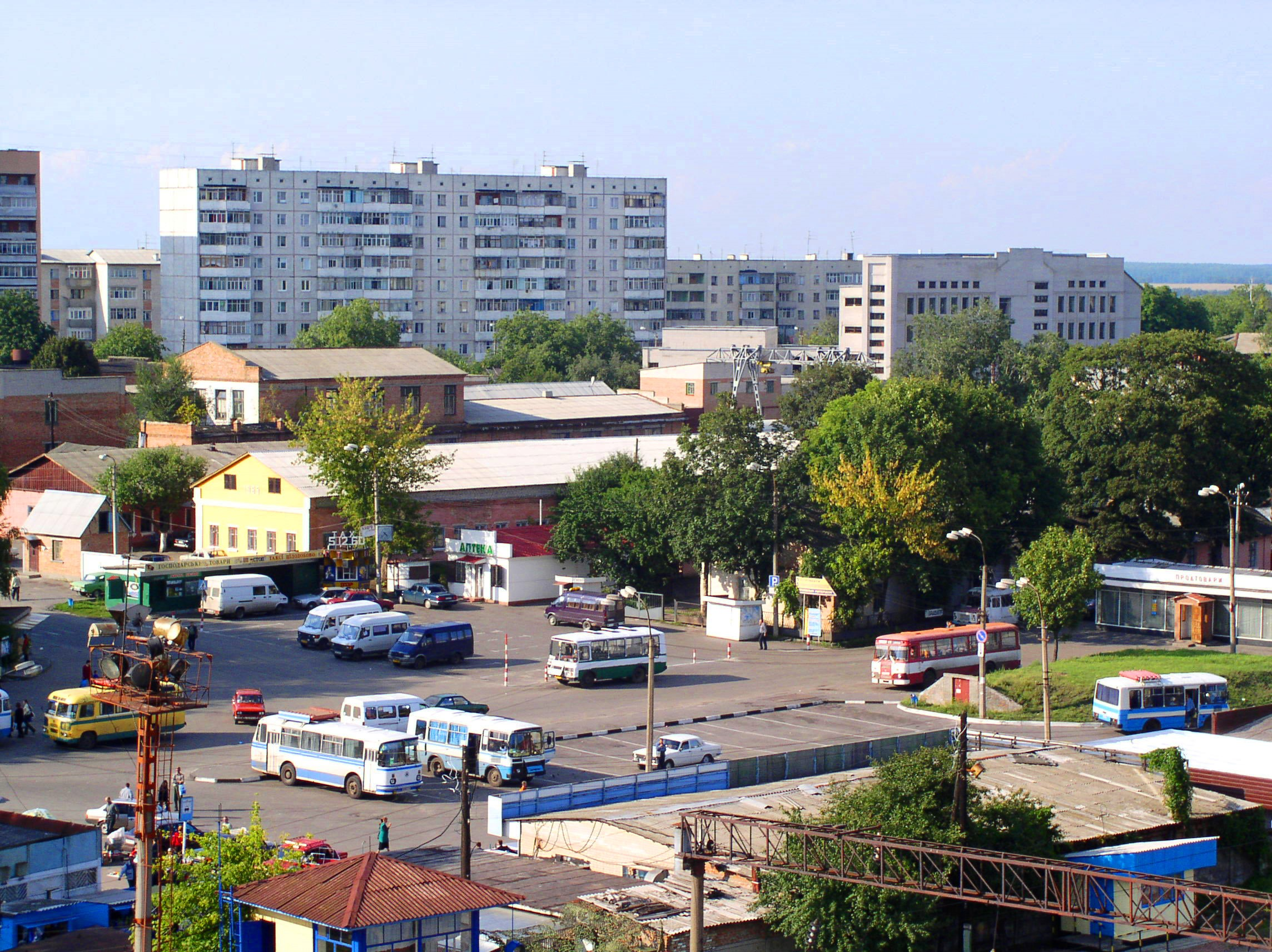
Привокзальна площа міста Фастів
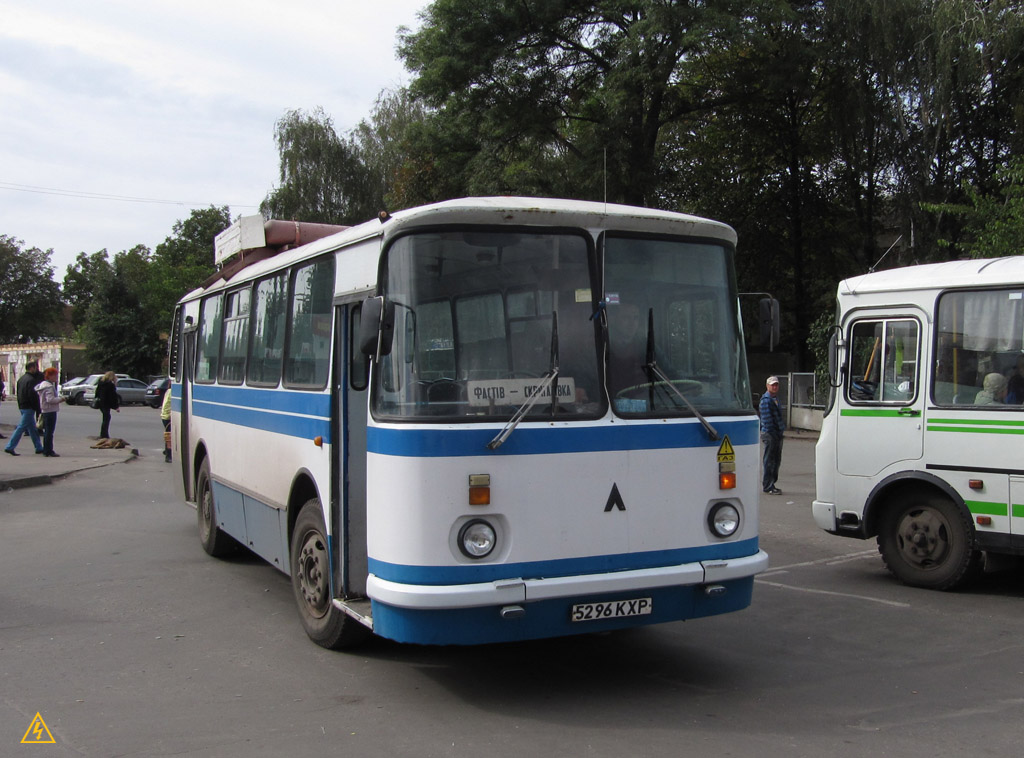
ЛАЗ-695 приміського сполучення Фастів—Скригалівка на автостанції
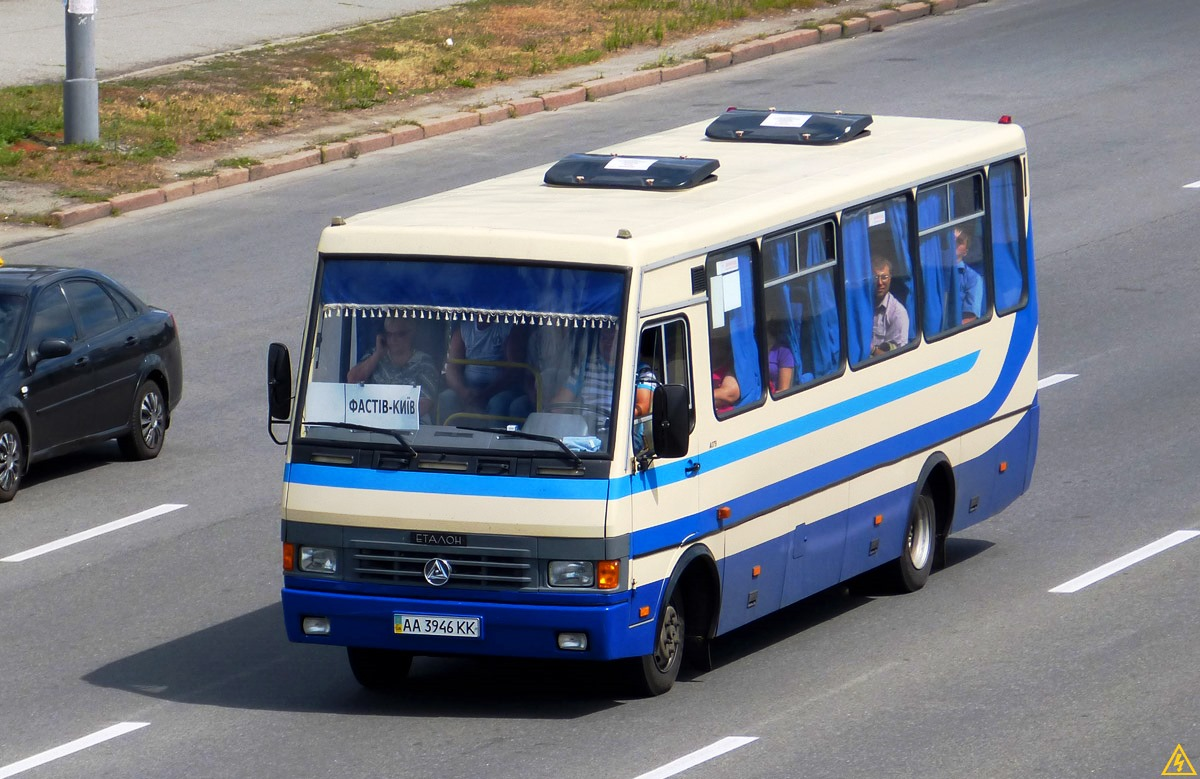
БАЗ-А079 на маршруті Фастів—Київ
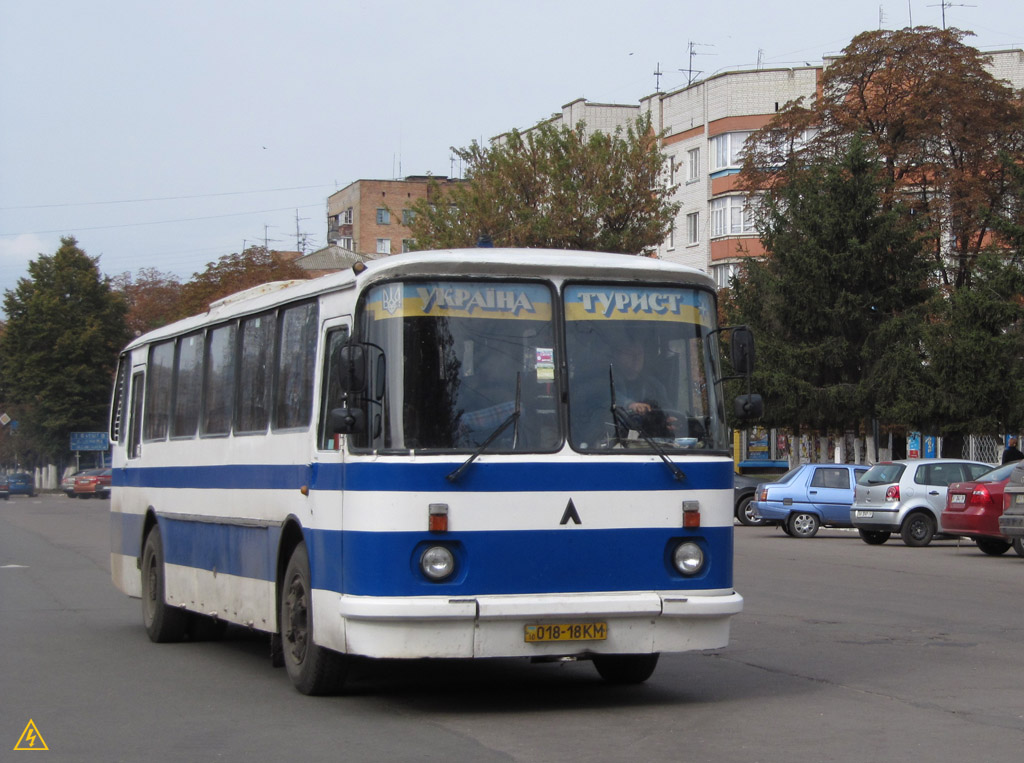
ЛАЗ-699 на площі Перемоги
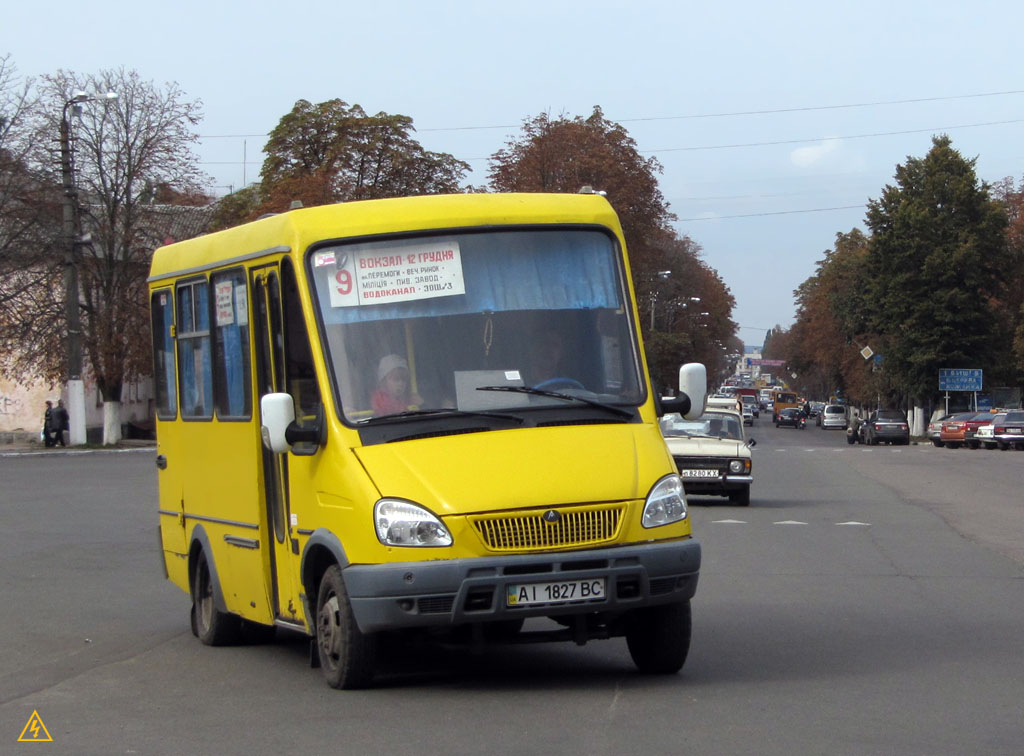
БАЗ-2215 на площі Перемоги